# Tiancang

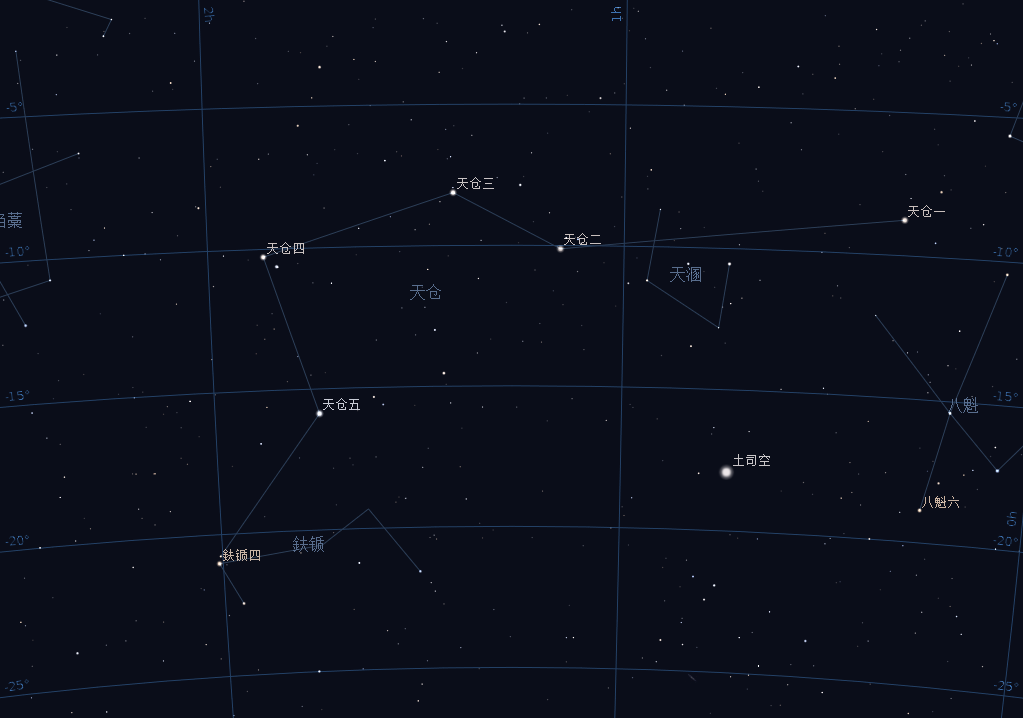
Astérisme de Tiancang

Tiancang (litt. « grenier céleste ») est un astérisme utilisé en astronomie chinoise. Il est situé dans la constellation occidentale de la Baleine. L'astérisme contient sept étoiles. Quatre d'entre elles sont établies avec une relative certitude,. Il s'agit de 
- η Ceti,
- θ Ceti,
- ζ Ceti,
- τ Ceti.

Les autres composantes de cet astérisme sont plus incertaines.
Cet astérisme est mentionné comme étant celui où est apparue la première des quatre étoiles invitées de 1592, qui était probablement une nova lente, à très grande durée de visibilité (15 mois). 

## Référence
- (en) Francis Richard Stephenson et David A. Green, Historical supernovae and their remnants, Oxford, Oxford University Press, 2002, 252 p. (ISBN 0198507666), page 220.